# 藤中謙也
藤中 謙也（ふじなか けんや、1993年7月25日 - ）は、日本の男子バレーボール選手。

## 来歴
山口県周南市出身。小学1年生の時、クラブチームの監督をしていた父とママさんバレーをしていた母の影響で、地元の少年団に入り本格的にバレーボールを始める。
防府市立大道中学校への転校を経て、2008年(中学3年時)、全日本中学校選手権大会出場。
JOC全国都道府県対抗中学大会に山口県代表として出場、準優勝。個人としてJOC,JVA杯・オリンピック有望選手賞を受賞。同大会のオリンピック有望選手賞には今村貴彦、セッター賞に関田誠大など。
全日本中学生選抜にて主将を務め、国際大会を経験。
高校では、日本一を獲ることを目標に中学時代のチームメイトと揃って宇部商業高等学校に進学。
2009年（高校1年）、全国高校総体、国民体育大会、春高バレーに出場。
2010年（高校2年）、国民体育大会、全日本高等学校選手権大会に出場のほか、全国高校総体で優勝。個人としてベスト6受賞。この時のセッターは関田誠大だった。
2011年（高校3年時）、全日本高等学校選手権大会に出場。
全国高校総体に出場、3位に入賞。個人として「ベスト6」を受賞。
10月、地元山口県にて開催されたおいでませ！山口国体にて、主将として率いる宇部商業の高校生チームで出場、優勝を果たす。なお、総合開会式およびバレーボール大会開会式それぞれにて、選手宣誓を務めた。
専修大学進学後の2012年には、ユース日本代表としてアジアジュニア選手権に出場。
翌年2013年（大学2年）、ユース日本代表として東アジア地区男子選手権大会に出場、準優勝。大学チームにて全日本インカレ、ベスト4。
2014年6月、東日本インカレで、後にサントリーでチームメイトとなる山本湧を主将に専修大学として初優勝。最優秀選手賞を受賞。
2015年（大学4年）、日本代表に選出される。
2016年4月、サントリーサンバーズ（現・サントリーサンバーズ大阪）に入団。加入直後よりスターティングメンバーとしてチームに貢献。
5月、黒鷲旗にて若鷲賞（最優秀新人賞）を受賞。
Vプレミアリーグ16/17シーズン、個人として最優秀新人賞を受賞。
2017年8月、台湾・台北にて開催された2017年夏季ユニバーシアード日本代表メンバーに招集、銅メダルを獲得。
2018年5月、V.LEAGUE 2018-19では入団3年目ながらキャプテンに着任。
6月から2ヶ月間、海外経験を深めるため、チームメイトの山本湧とともにブラジルへ渡る。
9月、サントリーホールディングスを退社、サントリーサンバーズとのプロ契約を交わし、プロバレーボール選手に転向。海外移籍を視野に入れていることを公言した。
2019年5月、第68回黒鷲旗で優勝、ベスト6に選出。
ファン投票ならびにVリーグ推薦により選出される「Vリーグオールスターゲーム」出場選手に、サントリー入団から3年連続（16/17シーズン、17/18シーズン、18/19シーズン）で選出されている。
他、オフシーズンには、全国各地へサントリーサンバーズの選手として赴き、バレーボール教室の講師をしたり、サントリーブランドのPR、地元箕面市への貢献活動等に取り組んでいる。
2022年2月22日、練習中に右足関節捻挫（全治3-4週間）の負傷を負った。4月3日、V・レギュラーラウンド最終戦で復帰。ファイナルステージも出場しチームの連覇に貢献した。
2022年、AVCカップに出場するメンバーとして日本代表に招集された。弟の藤中颯志も出場メンバーに選出されていて、兄弟での国際大会出場となった。また、サントリーにも颯志が移籍入団し、V.LEAGUEでも颯志と共に戦うこととなった。
2022-23シーズン、サントリーはV1男子ファイナルで敗れ準優勝で3連覇を逃すが、レシーブ賞を受賞となる活躍を見せチームに貢献した。
2024-25シーズン、サントリーのキャプテンに再任した。
2025年5月、2024-25シーズン限りでの退団が発表された。6月にジェイテクトSTINGS愛知入団が発表された。

## 人物
- プロ契約選手としてサントリーで活躍していた元チームメイトの柳田将洋、酒井大祐らの影響を受け[17]、プロ転向、海外移籍の意欲が高まり、公表している[18]。
- 弟は3歳下に東レアローズ静岡の藤中優斗と、2022年から2025年までサントリーのチームメイトであった6歳下の弟・藤中颯志がいる[19][20]。また、お笑いタレントのいかちゃんはいとこである[21]。

## 球歴
- 日本代表 - 2015年、2020年、2022年-
  - AVCカップ - 2022年

## 所属チーム
- 桜木スポーツ少年団（2000-2006年）[22]
- 周南市立周陽中学校（2006年4月-2007年4月）
- 防府市立大道中学校（2007年5月-2009年3月）[23]
- 山口県立宇部商業高等学校（2009-2012年）
- 専修大学（2012-2016年）
- サントリーサンバーズ/サントリーサンバーズ大阪（2016-2025年）
- ジェイテクトSTINGS愛知（2025年-）

## 受賞歴
- 2016年 - 第65回黒鷲旗大会 若鷲賞（最優秀新人賞）
- 2017年 - 2016/17V・プレミアリーグ 最優秀新人賞
- 2019年 - 第68回黒鷲旗大会 ベスト6
- 2021年 - 2020-21 V.LEAGUE DIVISION1 MEN レシーブ賞
- 2023年 - 2022-23 V.LEAGUE DIVISION1 MEN レシーブ賞
- 2023年 - 第71回黒鷲旗全日本選抜大会 ベスト6

## 主な特集・出演
- 先輩・柳田将洋の背中を追ってサントリー藤中謙也
- SUNTORY SUNBIRDS「In Focus Vol.14」
- 日刊スポーツ 専大・藤中主将「優勝したい」